# Roy Langer
 Der er for få eller ingen kildehenvisninger i denne artikel, hvilket er et problem. Du kan hjælpe ved at angive troværdige kilder til de påstande, som fremføres i artiklen.

Roy Langer, Ph.d. fra Copenhagen Business School, professor i kommunikation ved Roskilde Universitet og i en periode ved Aarhus Universitet, Handelshøjskolen, med speciale i organisations- og markedsføringskommunikation.
Hans forskning og undervisning er kendetegnet af en konfronterende og udfordrende stil, der oftest også er intervenerende med afsæt i en kritisk-etisk og normativ tilgang. Roy Langer  har  for eksempel haft afgørende betydning for den danske markedsføringslov, når det gælder skjult reklame og produktplaceringer i medier. 